# Cadena Moonbi
La sierra de Moonbi (Moonbi Range) es una serie de colinas que forman parte de las Mesetas del Norte, Nueva Gales del Sur, Australia.
La cadena está localizada aproximadamente a 20 kilómetros al norte de la localidad de Tamworth al pie de los Montículos Wentworth (Wentworth Mounds), los cuales son parte de la Cadena Moonbi. Esos montículos forman una estribación de la Gran Cordillera Divisoria donde las Colinas del Noroeste (Northwest Slopes) se juntan con las Mesetas del Norte. La Cadena Moonbi se eleva desde los 500 a aproximadamente 1300 metros y generalmente forma la línea divisoria de la aguas de las cuencas de drenaje del río Cockburn al sur, y el río Macdonald al norte, los cuales son ambos tributarios del río Namoi. Las partes más altas del área con frecuencia reciben nevadas en invierno, y la montaña más conocida es llamada Black Jack (1300 m).
El mirador del Parque Moonbi se encuentra situado situada en una área elevada justo sobre la autopista de Nueva Inglaterra aproximadamente 25 km al norte de Tamworth, ofrece una vista espectacular de las áreas al sur de la montaña de un enorme canto rodado de granito. 

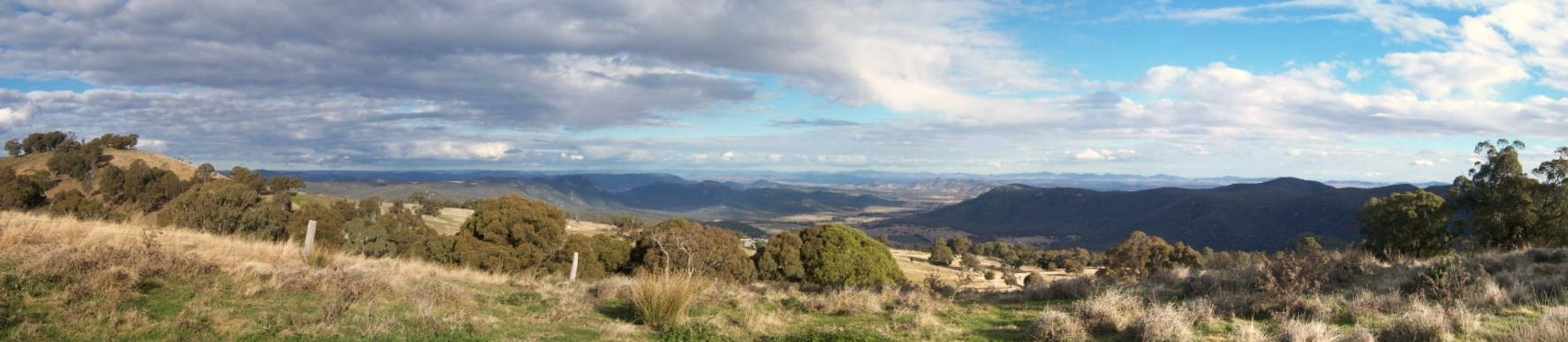
Vista panorámica mirando al sur desde la parte alta de la cadena.